# VTJ Sigma Hodonín
VTJ Sigma Hodonín byl český fotbalový klub z Hodonína, který byl založen roku 1990 sloučením mužstev TJ Sigma Hodonín a VTJ Hodonín. V ročníku 1990/91 se účastnil 3. nejvyšší soutěže, kterou převzal po VTJ Tachov. Převážně nastupoval v divizi (1991/92 – 1996/97).

## Známí hráči
Klubem prošli mj. Petr Kocman, Rudolf Otepka, Martin Vaniak nebo bratři Milan a Karel Kulykové.

## Historické názvy
Zdroje:
- 1990 – VTJ Sigma Hodonín (Vojenská tělovýchovná jednota Sigma Hodonín)
- 1998 – zánik vojenské TJ, vznik civilního SK Hodonín

## Umístění v jednotlivých sezonách
Legenda: Z – zápasy, V – výhry, R – remízy, P – porážky, VG – vstřelené góly, OG – obdržené góly, +/− – rozdíl skóre, B – body, červené podbarvení – sestup, zelené podbarvení – postup, fialové podbarvení – reorganizace, změna skupiny či soutěže
| Československo (1990–1993) |                             |        |    |    |   |    |    |    |     |    |        |
| Sezóna                     | Liga                        | Úroveň | Z  | V  | R | P  | VG | OG | +/− | B  | Pozice |
| 1990/91                    | II. ČNFL – sk. B            | 3      | 30 | 1  | 5 | 24 | 20 | 95 | −75 | 7  | 16.    |
| 1991/92                    | Divize D                    | 4      | 30 | 17 | 5 | 8  | 52 | 34 | +18 | 39 | 2.     |
| 1992/93                    | Divize D                    | 4      | 30 | 18 | 8 | 4  | 74 | 24 | +50 | 44 | 2.     |
| Česko (1993–1998)          |                             |        |    |    |   |    |    |    |     |    |        |
| Sezóna                     | Liga                        | Úroveň | Z  | V  | R | P  | VG | OG | +/− | B  | Pozice |
| 1993/94                    | Divize D                    | 4      | 30 | 14 | 9 | 7  | 53 | 30 | +23 | 37 | 3.     |
| 1994/95                    | Divize D                    | 4      | 30 | 11 | 8 | 11 | 49 | 44 | +5  | 41 | 5.     |
| 1995/96                    | Divize D                    | 4      | 30 | 10 | 8 | 12 | 40 | 49 | −9  | 38 | 7.     |
| 1996/97                    | Divize D                    | 4      | 30 | 7  | 7 | 16 | 26 | 48 | −22 | 28 | 15.    |
| 1997/98                    | Středomoravský župní přebor | 5      | 30 | 10 | 5 | 15 | 53 | 67 | −14 | 35 | 12.    |

## VTJ Sigma Hodonín „B“
VTJ Sigma Hodonín „B“ byl rezervním mužstvem VTJ Sigma Hodonín, které se pohybovalo v krajských (župních) soutěžích. Bylo založeno v roce 1990 a převzalo soutěž po mužstvu TJ Sigma Hodonín. Zaniklo v roce 1993 prodáním licence na Středomoravský župní přebor mužstvu FK VTJ PARES Prušánky.

### Umístění v jednotlivých sezonách
Legenda: Z – zápasy, V – výhry, R – remízy, P – porážky, VG – vstřelené góly, OG – obdržené góly, +/− – rozdíl skóre, B – body, červené podbarvení – sestup, zelené podbarvení – postup, fialové podbarvení – reorganizace, změna skupiny či soutěže
| Československo (1990–1993) |                             |        |    |   |   |    |    |    |     |    |        |
| Sezóny                     | Liga                        | Úroveň | Z  | V | R | P  | VG | OG | +/− | B  | Pozice |
| 1990/91                    | Jihomoravský krajský přebor | 5      | 30 | 9 | 6 | 15 | 40 | 57 | −17 | 24 | 15.    |
| 1991/92                    | Středomoravský župní přebor | 5      | 26 | 9 | 7 | 10 | 32 | 40 | –8  | 25 | 8.     |
| 1992/93                    | Středomoravský župní přebor | 5      | 26 | 9 | 3 | 14 | 30 | 52 | −22 | 21 | 9.     |

## VTJ Sigma Hodonín „C“
VTJ Sigma Hodonín „C“ byl druhým rezervním týmem VTJ Sigma Hodonín, který se pohyboval v okresních soutěžích. Vznikl v roce 1990 z rezervních mužstev VTJ Hodonín a TJ Sigma Hodonín.

### Umístění v jednotlivých sezonách
Legenda: Z – zápasy, V – výhry, R – remízy, P – porážky, VG – vstřelené góly, OG – obdržené góly, +/− – rozdíl skóre, B – body, červené podbarvení – sestup, zelené podbarvení – postup, fialové podbarvení – reorganizace, změna skupiny či soutěže
| Československo (1990–1991) |                           |        |   |   |   |   |    |    |     |   |        |
| Sezóny                     | Liga                      | Úroveň | Z | V | R | P | VG | OG | +/− | B | Pozice |
| 1990/91                    | Okresní soutěž Hodonínska | 9      | … | … | … | … | …  | …  | …   | … | …      |